# Auslaut
Der Auslaut ist der letzte Teil einer Silbe, der auf den Vokal im Kern/Gipfel der Silbe folgt. Dabei bilden die silbenauslautenden Konsonanten nach einem Silbengipfel die Silbenkoda (von ital. coda für Schwanz. Auch: Koda, Endrand, Silbenauslaut); die Lautgruppe, die die Silbenkoda bildet, wird gelegentlich einfach Auslaut genannt. Aufeinanderfolge und maximale Anzahl der Konsonanten sind dabei eingeschränkt. Die Beschränkung gilt sowohl einzelsprachlich unter Gesichtspunkten der Phonotaktik als auch universell wegen der Sonoritätshierarchie. Der letzte Konsonant eines Wortes wird gelegentlich ebenfalls als Auslaut bezeichnet. 
Die Silbenkoda kann auch leer sein oder (je nach Silbentheorie) fehlen, etwa in den Silben des Wortes Oma.

## Bestandteile der Silbe
Die Koda bildet zusammen mit dem Silbenkopf, dem linken Rand, die Silbenschale. Silbenkern und Silbenkoda ergeben zusammen den Silbenreim.

## Beispiele
- Im Wort Kamm ist [m] der Auslaut, im Wort Luft ist [ft] der Auslaut.
- In der Silbe Sil des Worts Silbe ist [l] der Auslaut.
- In dem Wort Mo-ni-ka sind alle Silben ohne einen Auslaut.